# Кринджень (Телеорман)
Кринджень, Кринджені (рум. Crângeni) — село у повіті Телеорман в Румунії. Адміністративний центр комуни Кринджень.
Село розташоване на відстані 113 км на південний захід від Бухареста, 43 км на захід від Александрії, 85 км на південний схід від Крайови.

## Населення
За даними перепису населення 2002 року у селі проживали 1826 осіб, усі — румуни. Усі жителі села рідною мовою назвали румунську.